# Садоян, Рубен Альфредович
Рубе́н Альфре́дович Садоя́н (арм. Ռուբեն Սադոյան, 22 июня 1968, Ереван) — армянский политический и государственный деятель.
Брат Рубена — Ара Садоян.
- 1989 — окончил факультет финансового учёта Ереванского государственного экономического института.
- 1989—1990 — работал в предприятии «Айбакалея» бухгалтером.
- 1990—1993 — работал таможенным инспектором в округе Орджоникидзе государственной налоговой службы Армении.
- 1993—1994 — работал государственным налоговым инспектором в 8-м отделении оперативного управления государственной налоговой службы Армении.
- 1994—1996 — был директором ООО «Вауни».
- 1996—2000 — был директором ООО «Роял- Кристал».
- 2000—2002 — работал в отделении надзора налоговых инспекций организационного- инспекционного управления работами налоговых инспекций министерства государственных доходов главным налоговым инспектором.
- С 2000 — был директором филиала «Аршакуни» OOO «Электрические сети Армении».
- 2003—2005 — был директором филиала «реализации и эксплуатации Эчмиадзина» ООО «Электрические сети Армении».
- 2005—2007 — был членом-основателем ООО «Юниграф-икс».
- 7 июня 2007 — избран депутатом парламента. Член постоянной комиссии по экономическим вопросам. Член «РПА».